# Neotanais barfoedi
Neotanais barfoedi är en kräftdjursart som beskrevs av Wolff 1956. Neotanais barfoedi ingår i släktet Neotanais och familjen Neotanaidae. Inga underarter finns listade i Catalogue of Life.